# Acanthus leucostachyus
Acanthus leucostachyus är en akantusväxtart som beskrevs av Nathaniel Wallich och Christian Gottfried Daniel Nees von Esenbeck. Acanthus leucostachyus ingår i släktet akantusar, och familjen akantusväxter. Inga underarter finns listade i Catalogue of Life.